# Walter Kross

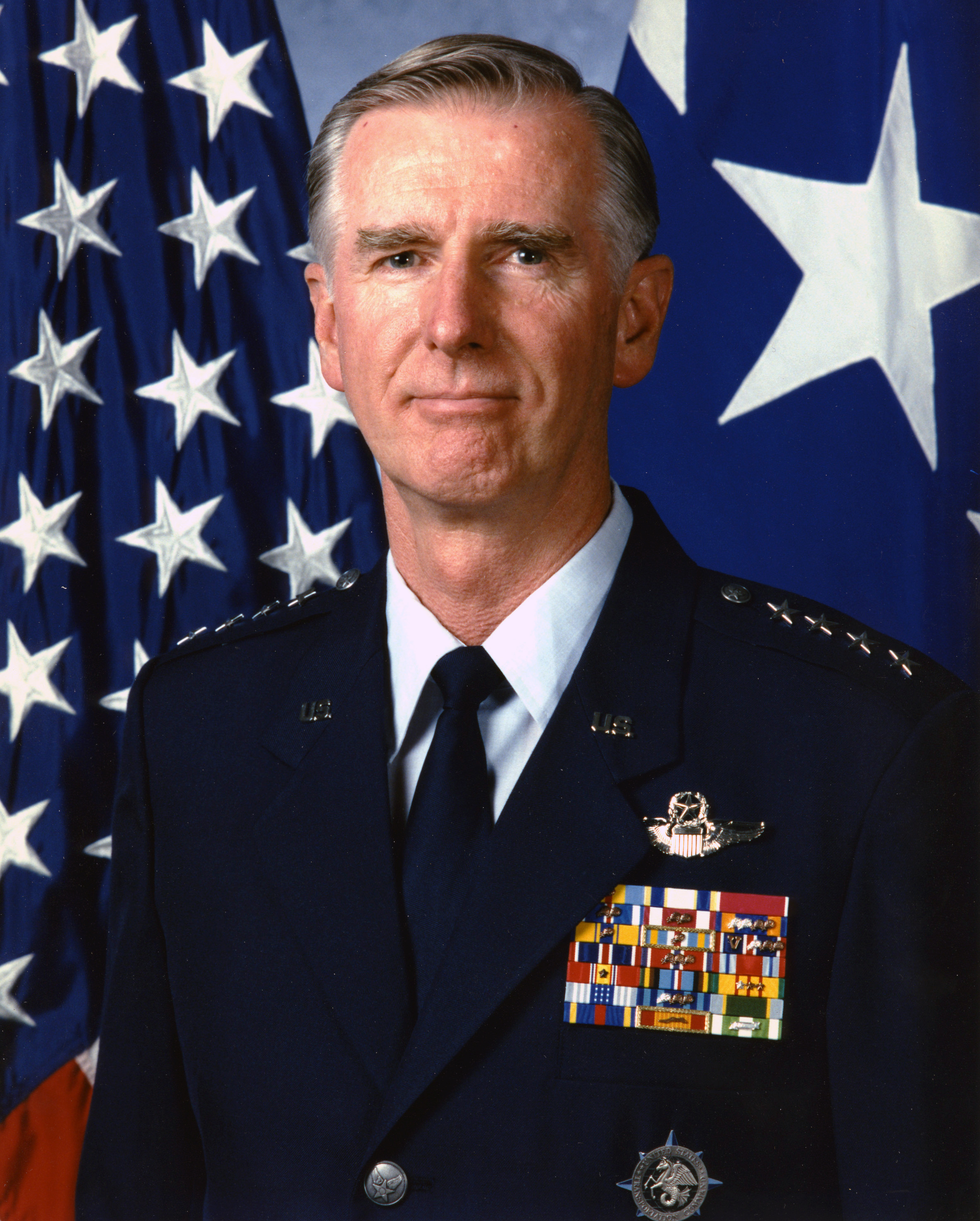
Walter Kross

Walter Kross (* 3. Oktober 1942 in der Bronx, New York City, New York) ist ein pensionierter General der United States Air Force. Er war unter anderem Kommandeur des United States Transportation Command und des Air Mobility Command (AMC).
Über die Officer Training School gelangte er im Dezember 1964 in das Offizierskorps der United States Air Force. Dort durchlief er anschließend alle Offiziersränge vom Leutnant bis zum Vier-Sterne-General.
Im Lauf seiner militärischen Karriere absolvierte er verschiedene Kurse und Schulungen. Dazu gehörten unter anderem eine Ausbildung zum Kampfpiloten und weitere Fortbildungskurse als Pilot neuer Flugzeugtypen; die Squadron Officer School auf der Maxwell Air Force Base in Alabama; das Air Command and Staff College, das sich ebenfalls auf der Maxwell AFB befindet; das Air War College und das National War College in Fort Lesley J. McNair in Washington, D.C. Außerdem erhielt er akademische Grade von der Niagara University, der Southern Illinois University, der Auburn University, der Northwestern University und der Harvard Kennedy School.
In seinen frühen Jahren als Offizier der Luftwaffe war er an verschiedenen Stützpunkten in den Vereinigten Staaten stationiert. Dabei war er als Pilot, Flugausbilder oder Stabsoffizier bei unterschiedlichen Einheiten tätig. Dazwischen absolvierte er die erwähnten Schulungen. Zwischen September 1967 und September 1968 war er als Kampfpilot und Staffelkapitän der 390th Tactical Fighter Squadron im Vietnamkrieg eingesetzt.
Anschließend setzte er seine Offizierslaufbahn in den Vereinigten Staaten fort. Am 1. Juli 1988 erreichte er mit seiner Beförderung zum Brigadegeneral die Generalsränge. Zwischen Oktober 1988 und Mai 1990 war Walter Kross auf der Randolph Air Force Base in Texas stationiert. Dort leitete er die Stabsabteilung für Planungen und Bedarf des Air Education and Training Command. Es folgte eine Versetzung zur Scott Air Force Base in Illinois, wo er bis zum Juli 1991 dem Stab des United States Transportation Command angehörte.
Daran schloss sich eine Versetzung zum Hauptquartier der Luftwaffe an, wo Kross zwischen Juli 1991 und Januar 1992 der Stabsabteilung für Operationen angehörte. Danach kehrte er zur Scott Air Force Base zurück, wo er bis Juni 1992 Kommandeur des sich im Aufbau befindlichen AMC war. Erster offizieller Kommandeur der Einheit war dann ab Juni 1992 Hansford T. Johnson. Kross blieb auch danach beim AMC und war bis Juni 1993 dessen stellvertretender Kommandeur.
Als Nächstes wurde Walter Kross auf die Travis Air Force Base in Kalifornien versetzt. Dort kommandierte er zwischen Juni 1993 und Juli 1994 die 15. Luftflotte. Daran schloss sich eine Versetzung zum Pentagon in Washington, D.C. an. Dort bekleidete Walter Kross bis Juli 1996 das Amt des Director, Joint Staff bei den Joint Chiefs of Staff. Zwischen Juli 1996 und August 1998 kommandierte er in Personalunion das United States Transportation Command und das Air Mobility Command. Anschließend schied er aus dem aktiven Militärdienst aus.
Während seiner aktiven Zeit als Militärpilot absolvierte er über 5700 Flugstunden auf verschiedenen Flugzeugtypen.
Nach seiner Pensionierung war Walter Kross zwischen 2008 und 2013 Vorsitzender der Airlift/Tanker Association.

## Daten der Beförderungen
| Abzeichen | Rang               | Jahr              |
| --------- | ------------------ | ----------------- |
|           | Second Lieutenant  | 21. Dezember 1964 |
|           | First Lieutenant   | 21. Juni 1966     |
|           | Captain            | 11. Mai 1968      |
|           | Major              | 1. Februar 1975   |
|           | Lieutenant Colonel | 1. April 1979     |
|           | Colonel            | 1. Oktober 1982   |
|           | Brigadier General  | 1. Juni 1988      |
|           | Major General      | 1. Februar 1991   |
|           | Lieutenant General | 2. Juli 1992      |
|           | General            | 1. August 1996    |

## Orden und Auszeichnungen
Walter Kross erhielt im Lauf seiner militärischen Laufbahn unter anderem folgende Auszeichnungen:
- Defense Distinguished Service Medal
- Air Force Distinguished Service Medal
- Legion of Merit
- Distinguished Flying Cross
- Meritorious Service Medal
- Air Medal
- Air Force Commendation Medal
- Joint Meritorious Unit Award
- Air Force Outstanding Unit Award
- Air Force Organizational Excellence Award
- Combat Readiness Medal
- National Defense Service Medal
- Armed Forces Expeditionary Medal
- Vietnam Service Medal
- Air Force Longevity Service Award
- Gallantry Cross (Südvietnam)
- Vietnam Campaign Medal (Südvietnam)

Außerdem erhielt er einige Ordensbänder (Ribbons).